# Universidade Católica de Petrópolis

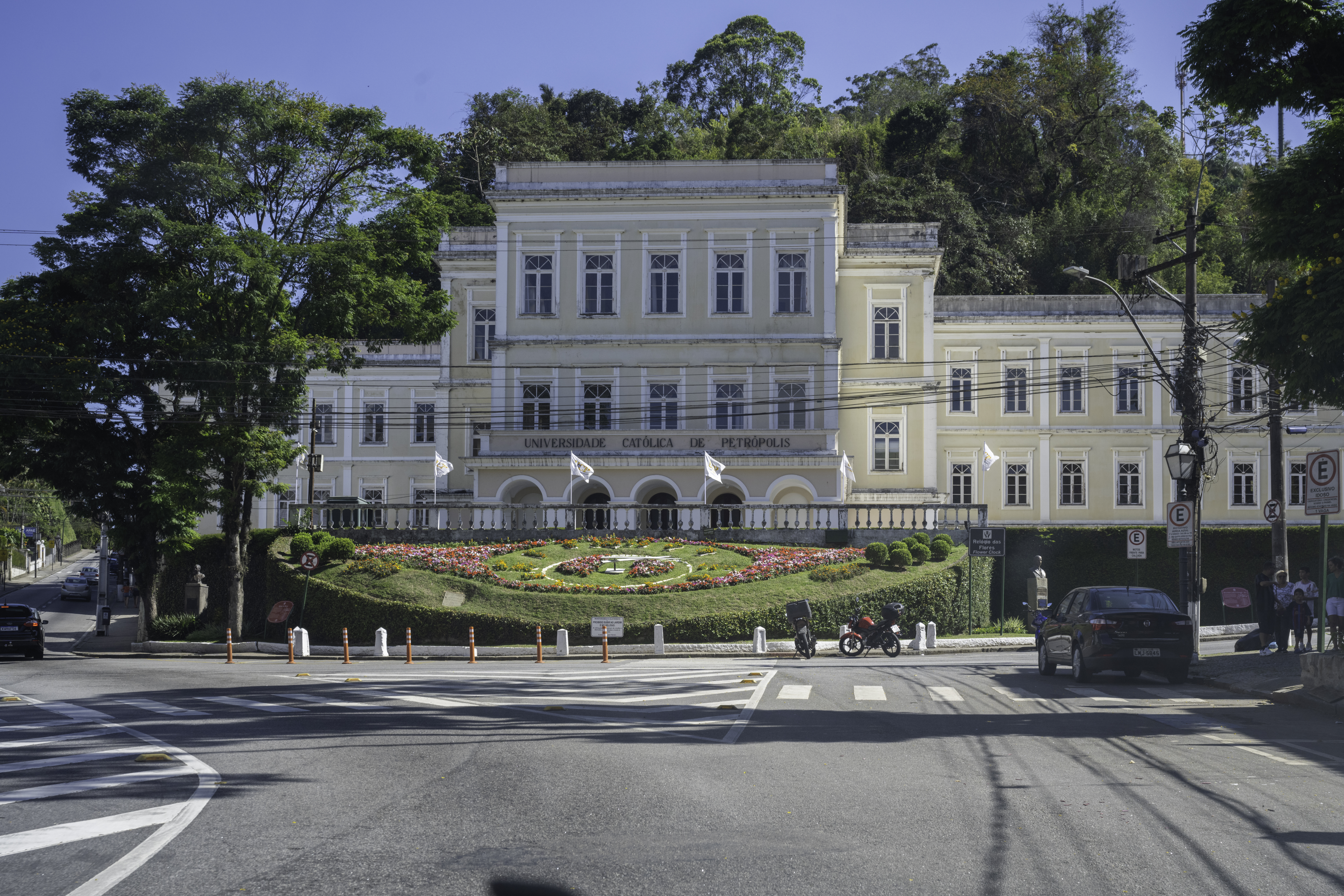
Campus BA

Die Katholische Universität von Petrópolis (amtlich portugiesisch Universidade Católica de Petrópolis), Abkürzung UCP, ist eine katholische Universität in Petrópolis im brasilianischen Bundesstaat Rio de Janeiro.

## Ausbildungszentren
Die Universität verfügt über fünf Ausbildungszentren:
- CCSA – Zentrum für Angewandte Sozialwissenschaften (portugiesisch: Centro de Ciências Sociais Aplicadas)
- CCS – Zentrum für Biowissenschaften und Gesundheit (portugiesisch: Centro de Ciências da Saúde)
- CEC – Zentrum für Angewandte Wissenschaften und Technologie (portugiesisch: Centro de Engenharia e Computação)
- CCJ – Zentrum für Rechtswissenschaft (portugiesisch: Centro de Ciências Jurídicas)
- CTH – Zentrum für Theologie und Geisteswissenschaften (portugiesisch: Centro de Teologia e Ciências Humanas)